# Bachaue des Bürgerbuschbaches
Das Naturschutzgebiet Bachaue des Bürgerbuschbaches liegt auf dem Gebiet der kreisfreien Stadt Leverkusen in Nordrhein-Westfalen.
Das Gebiet liegt nordöstlich der Kernstadt Leverkusen im Waldgebiet Bürgerbusch. Der Bürgerbusch wird durch die A1 in eine südliche Hälfte, in der das etwa 17 ha große Naturschutzgebiet liegt, und eine nördliche Hälfte geteilt, in der das etwa 1 ha große Naturschutzgebiet Erlenbruch im Bürgerbusch liegt.

## Beschreibung
Das etwa 17 ha große Gebiet wurde im Jahr 1987 unter der Schlüsselnummer LEV-010 unter Naturschutz gestellt.
Das Gebiet wird laut Fachinformationssystem des Landesamtes für Natur, Umwelt und Verbraucherschutz in NRW wie folgt beschrieben:

„Zentral in Leverkusen liegt der große Waldbereich "Bürgerbusch", dessen südlichen Teil der naturnah mäandrierende Bürgerbuschbach von NO nach SW durchfließt. Quellen und quellige Auwälder begleiten den Bach. In dem schmalen Streifen um den Bach liegen noch Eichen-Hainbuchen, sowie Eichen-Buchenwälder mit Altholzbestand. Daneben stocken auch Birke, Kiefer und Fichte. Der Bach ist nach ca. einem Drittel der Strecke in seinem Lauf durch 4 Teiche im Hauptschluss unterbrochen. Der naturnahe Bachverlauf und die umgebenden Erlen-Auwälder in typischer Ausbildung liegen noch in gutem Erhaltungszustand vor. Invasive Neophyten und zunehmender Wassermangel zeigen erste Störungen. Das Bachtal vermittelt zwischen dem größeren Tal der Dhünn den Siefen des bergischen Landes, das durch die Qualität der Auwälder von regionaler Bedeutung ist. Der Erhalt des naturnahen Bachlaufes und der Auwälder ist von zentraler Bedeutung. Ebenfalls sollte die strukturelle Vielfalt des gesamten Bachtales (z.B. durch Erhalt von Altbäumen) erhalten und gefördert werden.“

Die Kartierung des Gebietes durch die Biologische Station ergab im Jahr 2015 das Vorhandensein einer Vielzahl von bemerkenswerten Pflanzenarten, u. a.: Schwimmblatt-Arten, wie Schwimmendes Laichkraut (Pamogeton natans), Weiße Seerose (Nymphaea alba), zudem Sumpf-Dotterblume (Caltha palustris) und Sumpf-Schwertlilie (Iris pseudacorus). Durch die Ausbreitung von Neophyten zeigt das Gebiet jedoch eine Tendenz zur Verschlechterung der Wertigkeit.

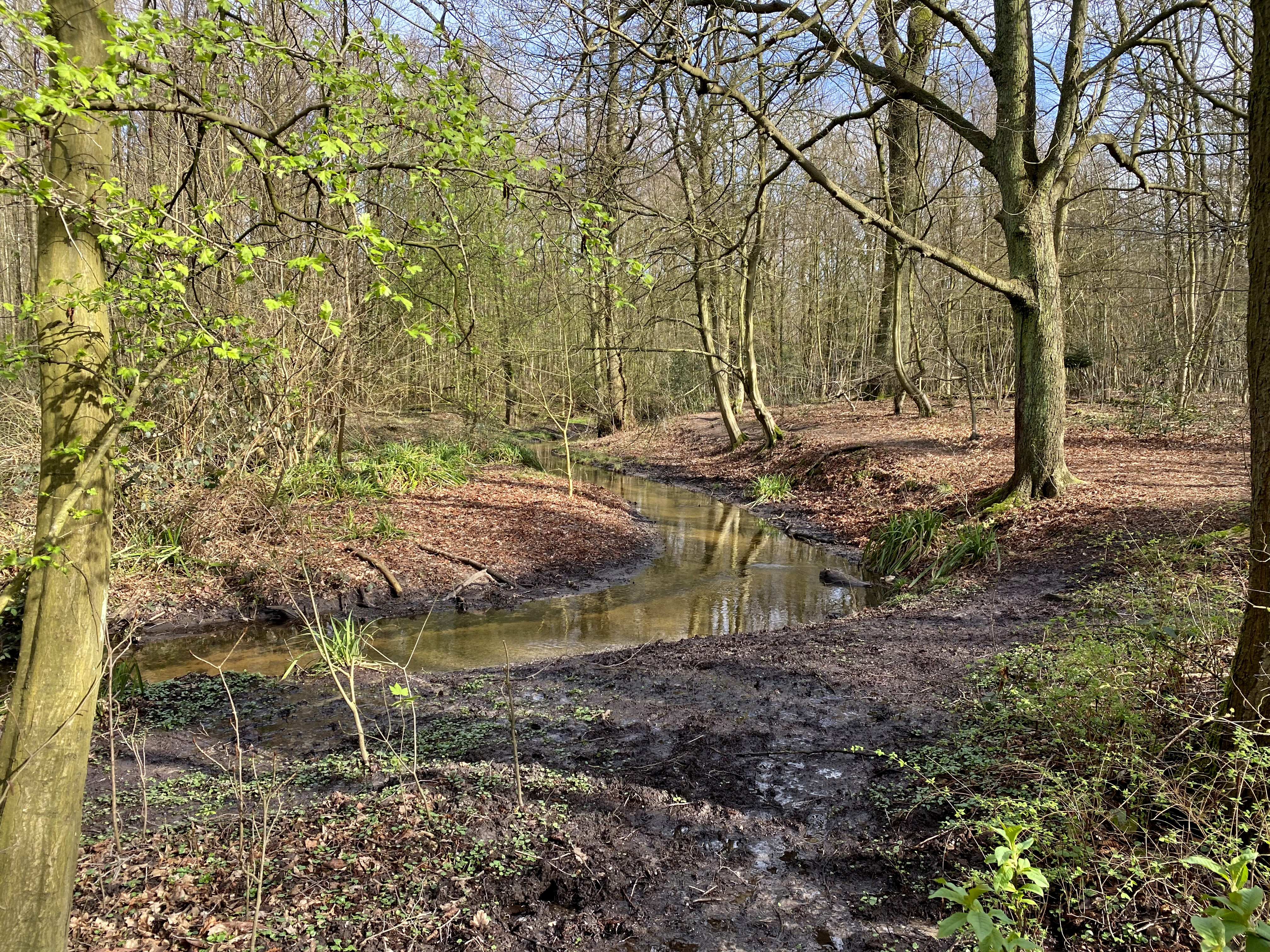
Bürgerbuschbach im NSG
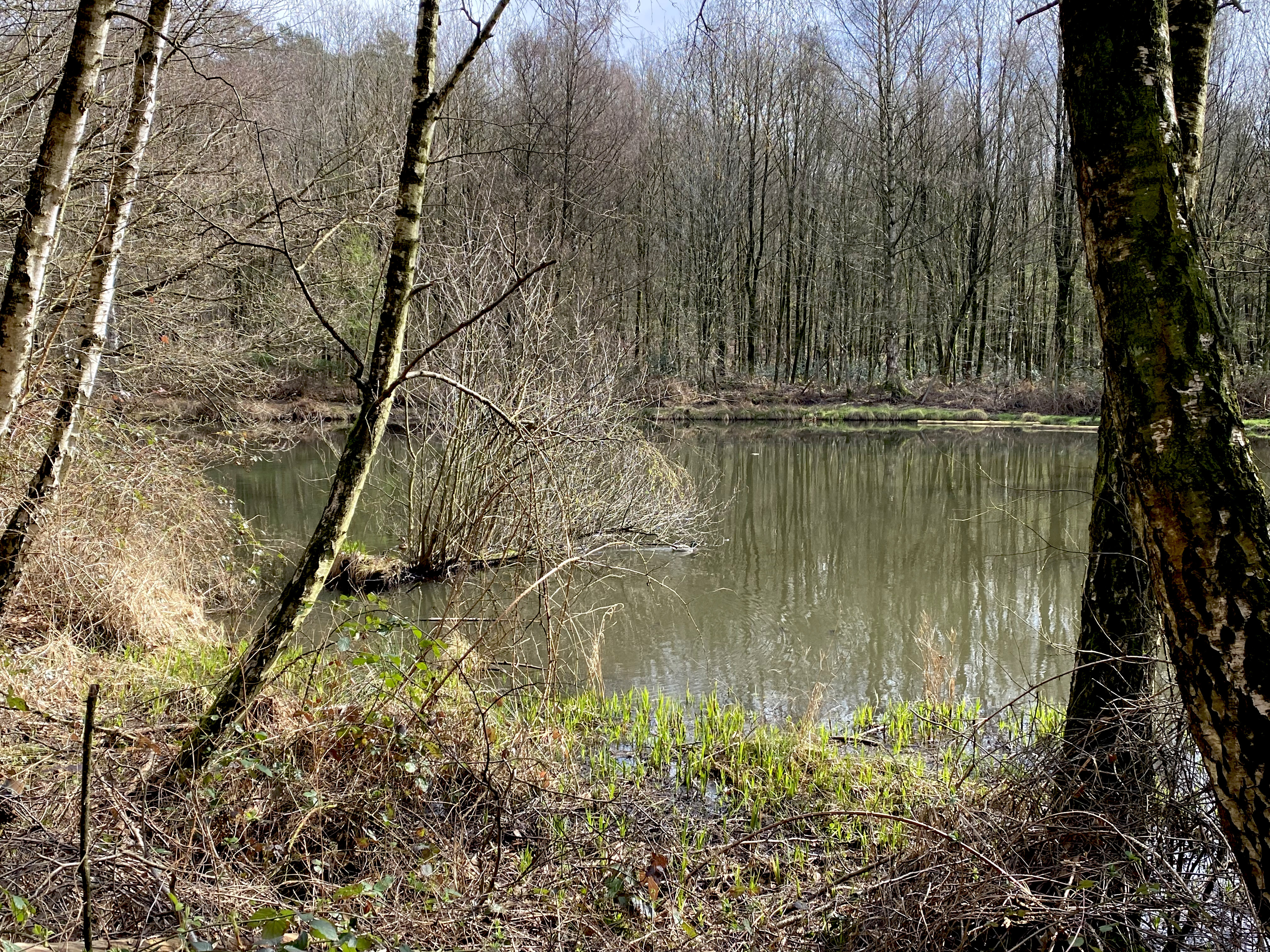
Teich im NSG
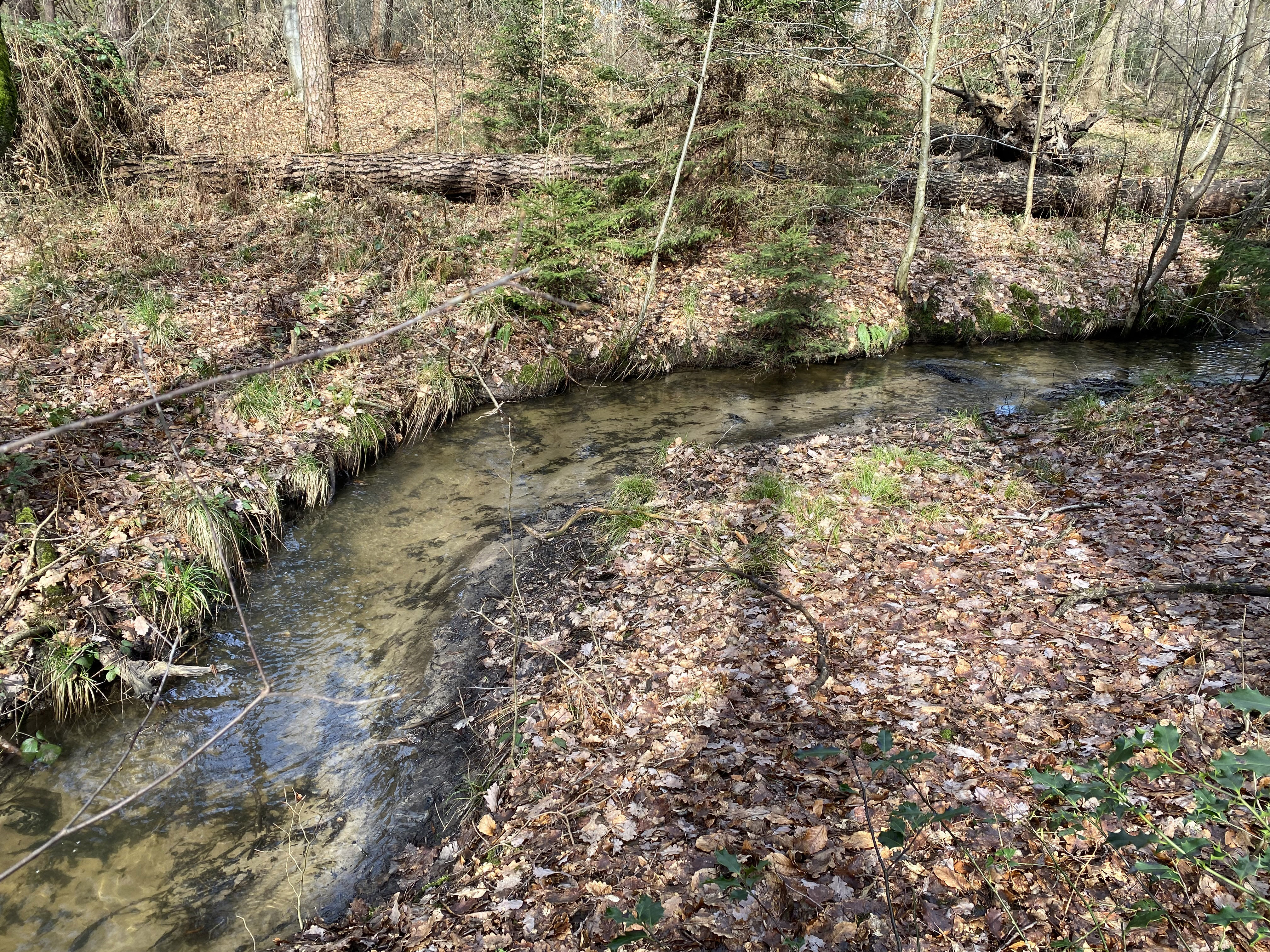
Bürgerbuschbach fließt im sandigen Bachbett
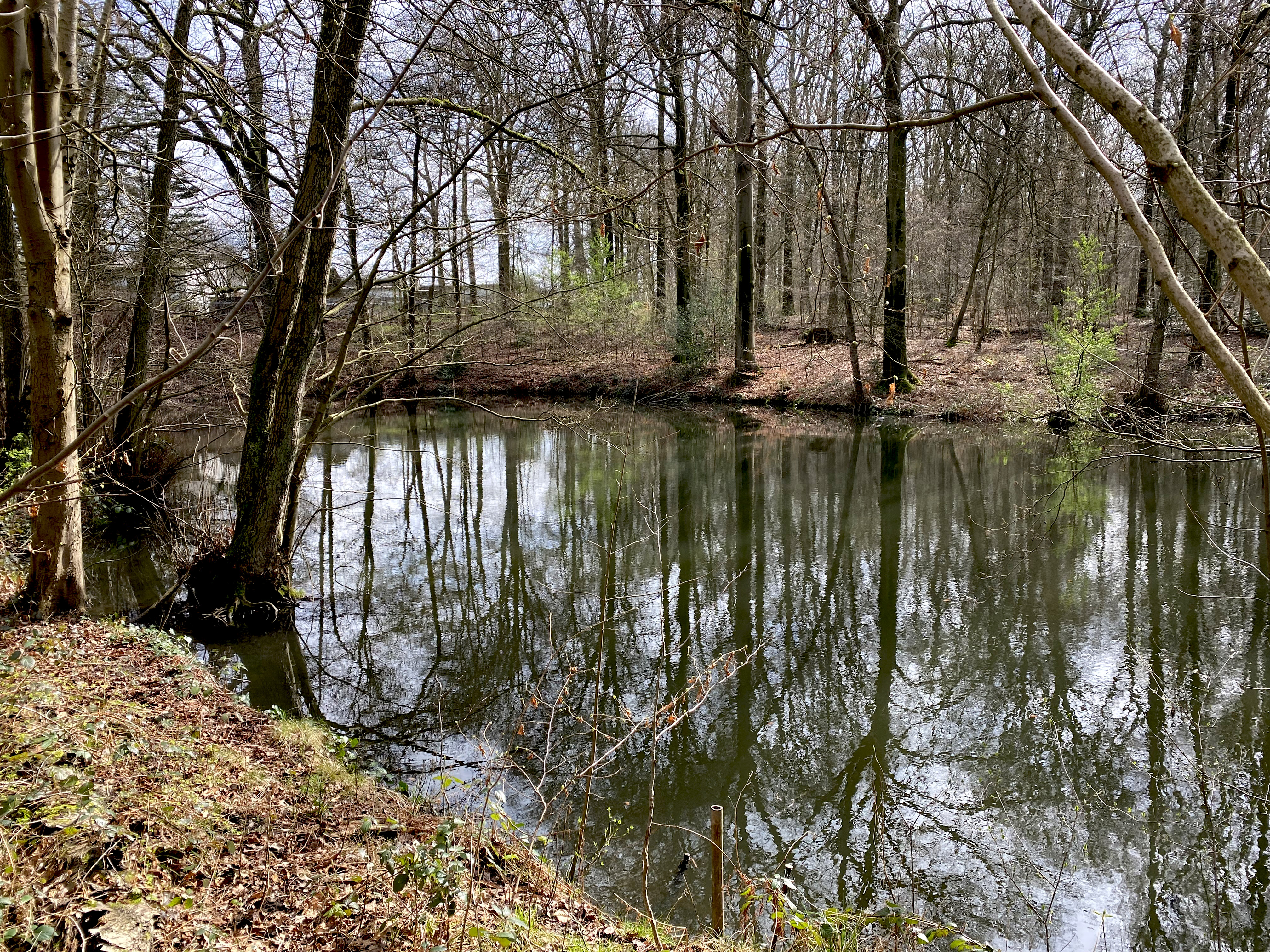
Teich im NSG
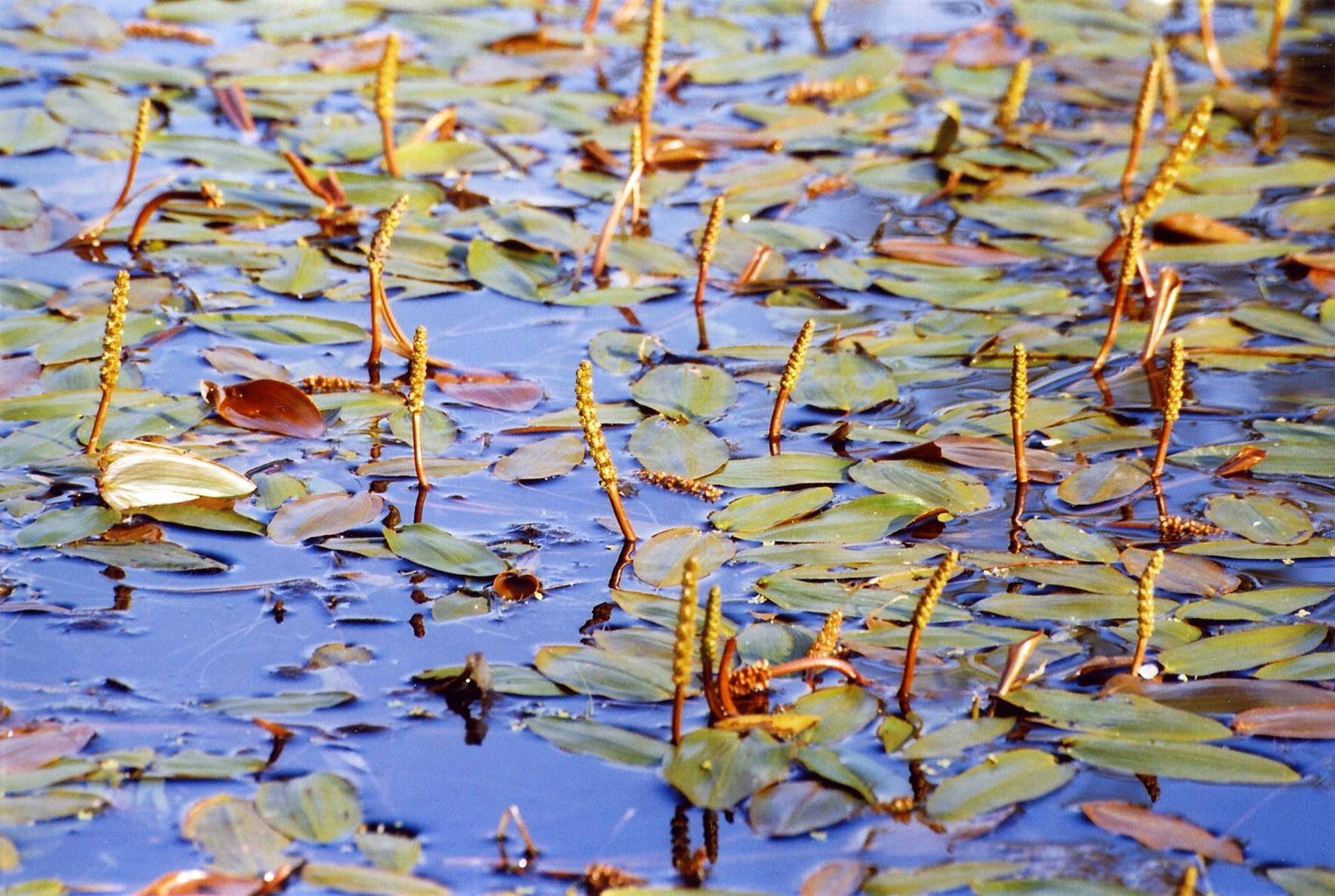
Schwimmendes Laichkraut (Pamogeton natans)
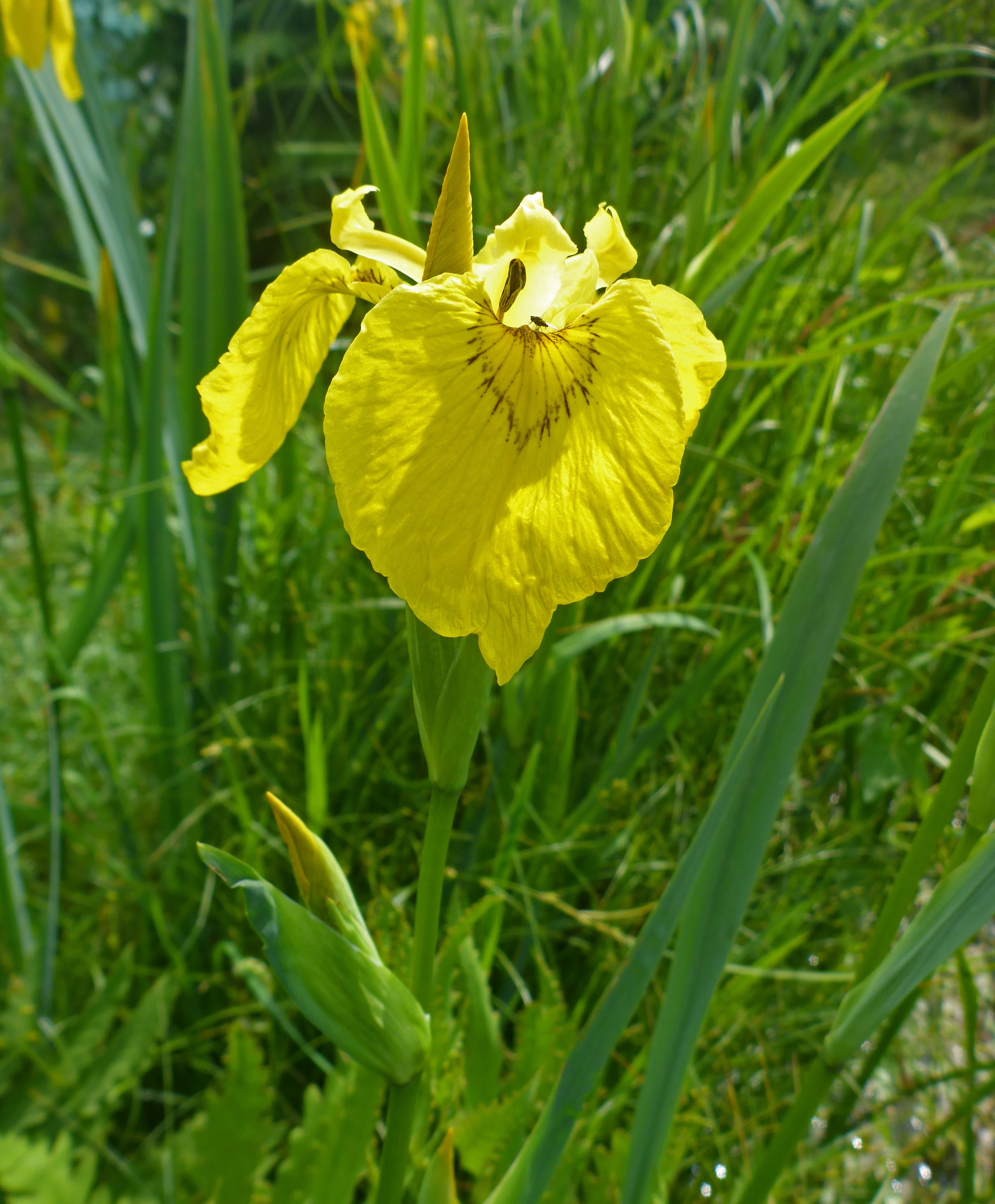
Sumpf-Schwertlilie
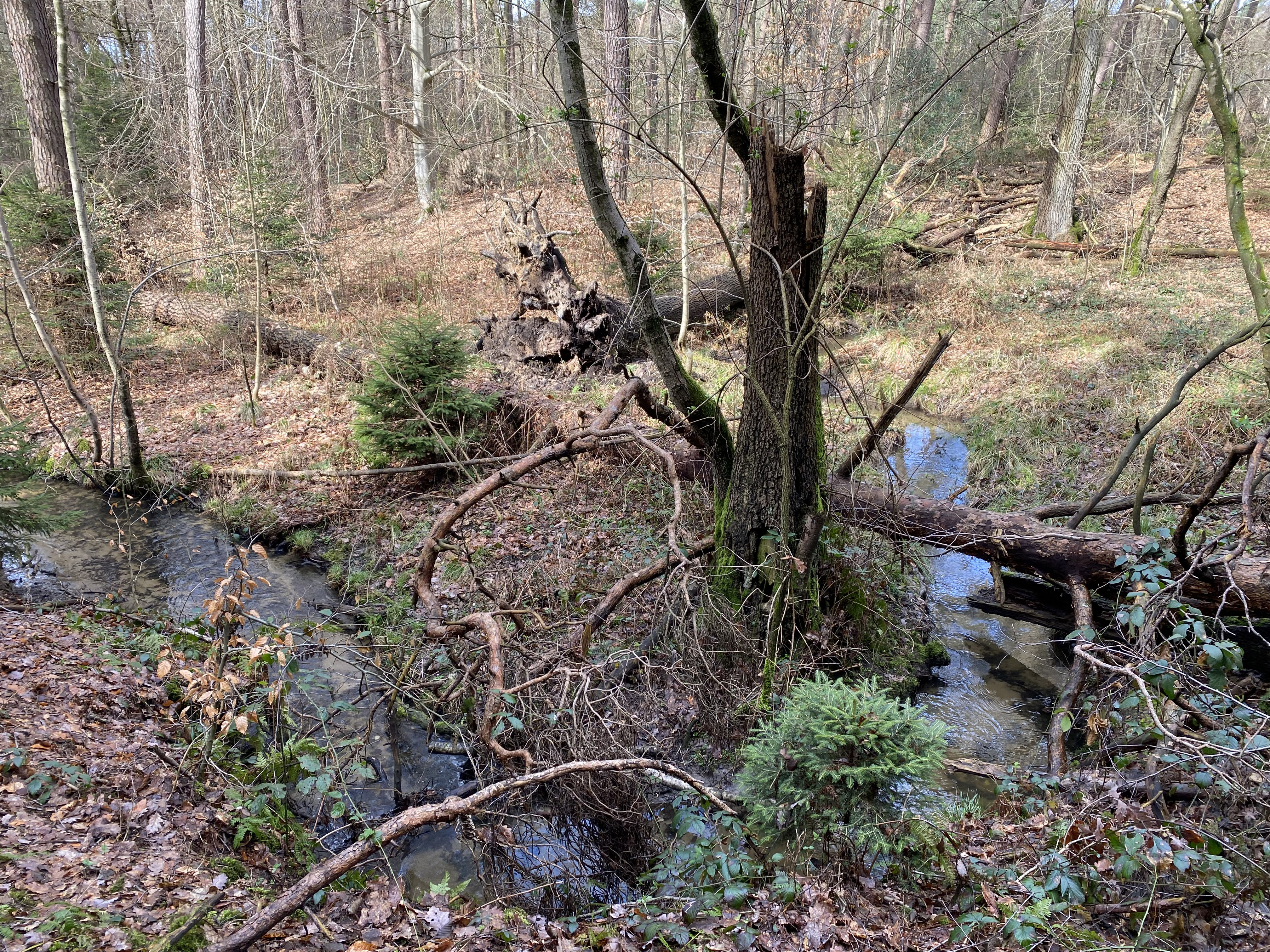
Mäandernder Bürgerbuschbach
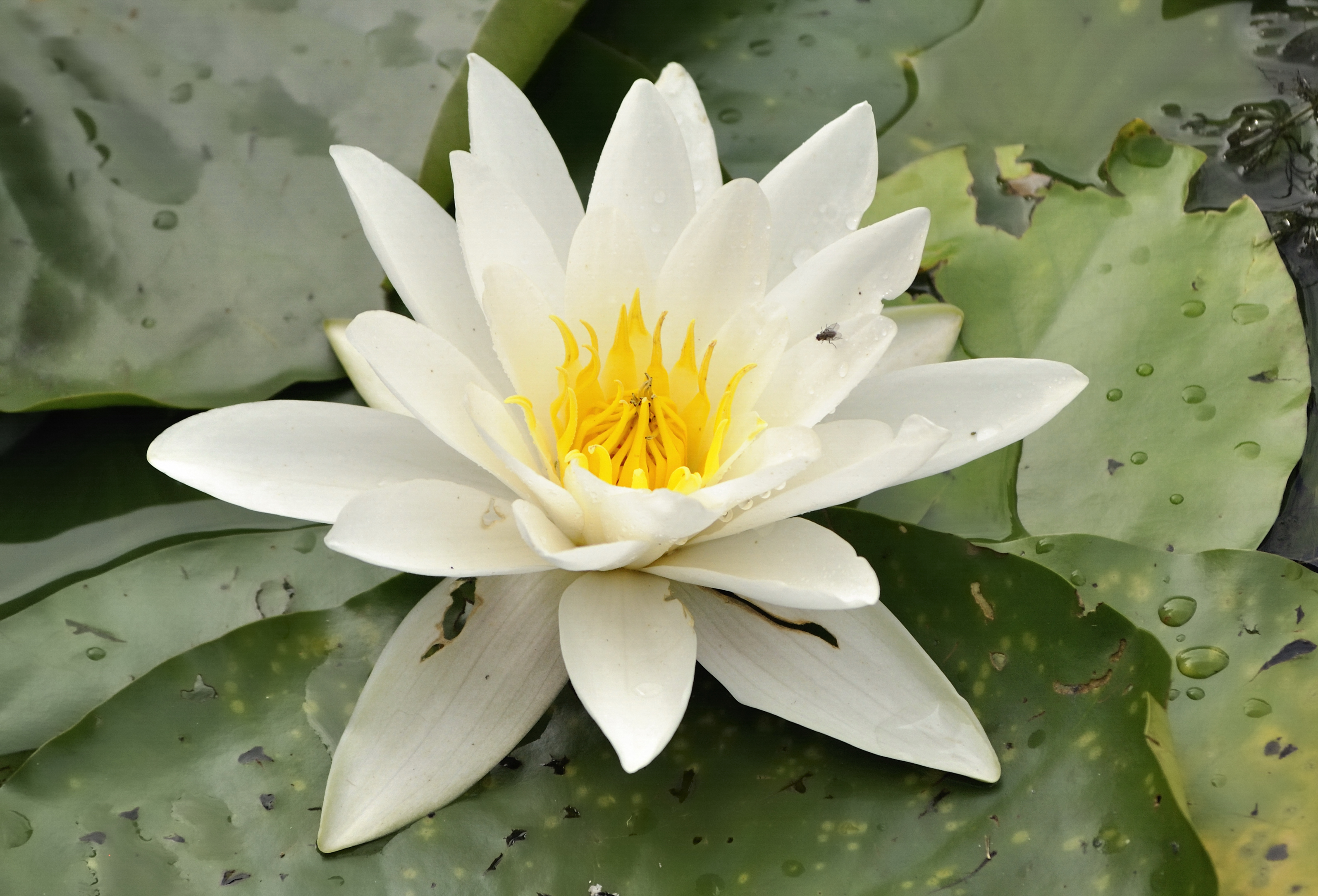
Weiße Seerose (Nymphaea alba)
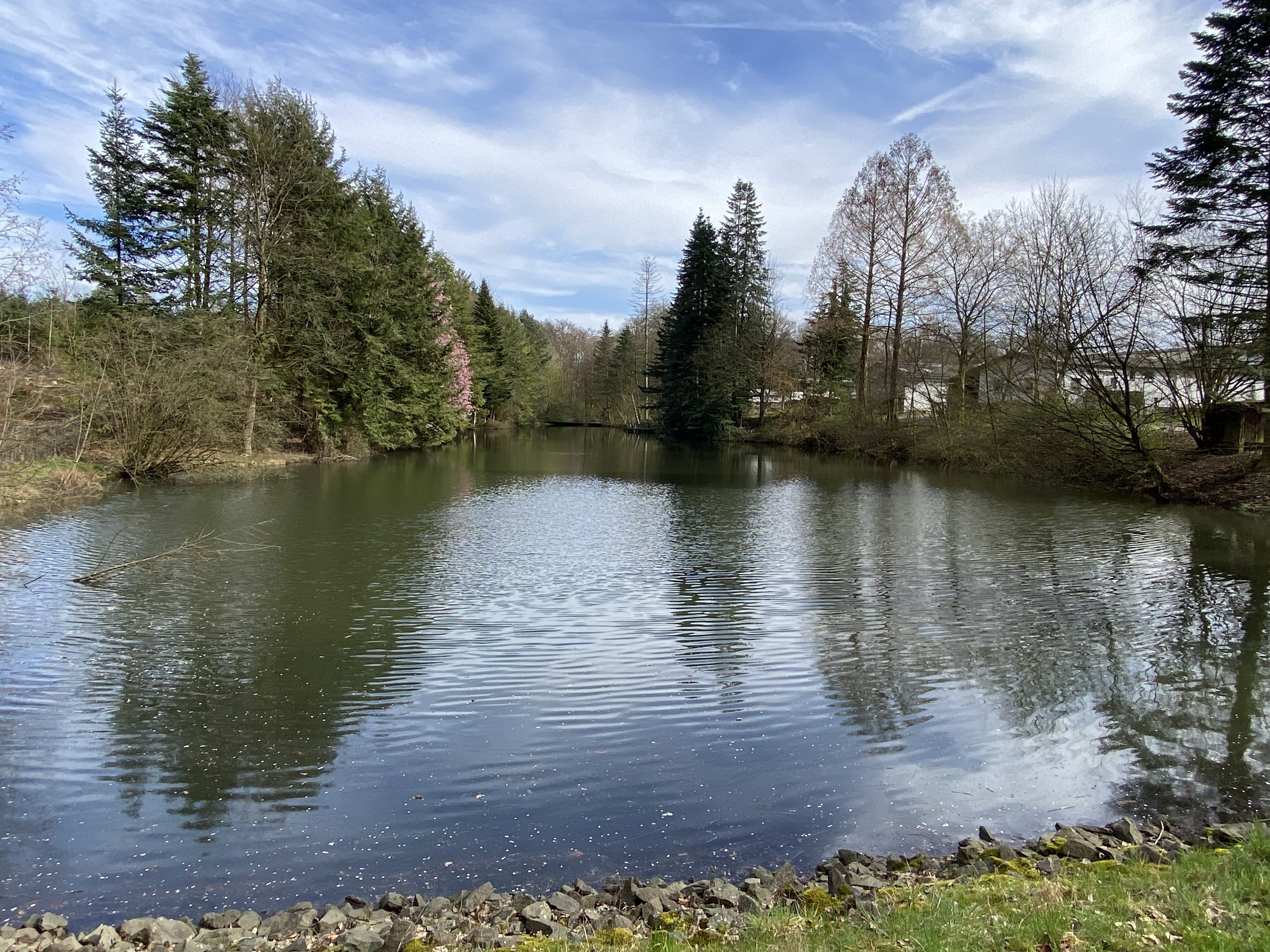
Teich nordwestl. Reitanlage Grüner Weg